# Kostel Panny Marie Pomocnice křesťanů (Čeřeniště)
Kostel Panny Marie Pomocnice křesťanů v Čeřeništi (historický název něm. Kirche Mariä Hilf.) je moderní sakrální stavbou s pseudorokokovými prvky, která se nachází ve stráni nad vsí Čeřeniště v okrese Ústí nad Labem. Jeho výraznou dominantou je hranolová vížka s ochozem a jehlancovou střechou. Kostel slouží místní farnosti.

## Historie
Tato novodobá sakrální stavba pochází z let 1935-1936. Její podobu navrhl architekt Karl Tilscher se svou manželkou Annou Ludmilou. V roce 1970 byla provedena oprava stavby.
Od 20. října 2015 je kostel chráněn jako kulturní památka.

## Architektura
Kostel je podélný s polygonálním presbytářem. Má štítové průčelí s věžicí. Stavbu dále zdobí pseudobarokní a pseudorokokové detaily. K boku lodi přiléhá sakristie. Zařízení kostela je novodobé.

## Zvon
V průčelní jižní věži je empírový zvon z roku 1815 od Andrease Padersena, původně pochází z kostela sv. Prokopa v Touchořinách (okres Litoměřice).